# 马卡罗夫河
马卡洛夫河（俄语：Река Макарова）或知取川（日语：／）是萨哈林州马卡罗夫区的河流，源起西利相斯基山脉，由西北向东南流，长97公里，流域面积589平方公里，在马卡罗夫注入捷尔佩尼耶湾。

## 引用
1. ↑  М·Г·瓦西科夫斯基. . 列宁格勒: 气象出版社. 1973 （俄语）.
2. ↑  . 国家水登记处.   [2024-01-01]. （原始内容存档于2024-01-01） （俄语）.